# Benjamin Roduit
Benjamin Roduit, né le 22 novembre 1962 à Saillon (originaire du même lieu), est une personnalité politique suisse, membre du Centre. 
Il est député du canton du Valais au Conseil national depuis février 2018.

## Biographie
Titulaire d'une licence en lettres, Benjamin Roduit enseigne le français et l'histoire au lycée-collège de l'Abbaye de Saint-Maurice. Il est ensuite recteur du lycée-collège des Creusets de 2002 à 2016, date à laquelle il décide de partir avec sa femme pour une année sabbatique à travers le monde, en faisant d'abord le pèlerinage de Saint-Jacques-de-Compostelle puis de l'humanitaire,. À son retour, il décide de ne pas reprendre son poste de recteur, mais demeure professeur de français et d'histoire dans le même collège jusqu'à sa retraite.
Son mandat au collège des Creusets est émaillé de plusieurs controverses, notamment liées à la place de la religion dans l'établissement. Chrétien engagé, Benjamin Roduit est critiqué pour son attitude prosélyte. En 2014, un article du Courrier fait état de plusieurs problèmes liée à l'orientation des conférenciers invités et à la retraite annuelle à l'Hospice du Simplon. En 2016, il annule un atelier sur l'homophobie et provoque à nouveau une vague d'indignation,. Il rejette ces accusations, défendant un enseignement « d'inspiration chrétienne ».
Benjamin Roduit est marié à une institutrice, Anne, et père de quatre enfants, deux filles et deux garçons, ordonnés prêtres en 2021,. Pratiquant l’alpinisme, il a gravi tous les 4 000 de Suisse et a participé à 15 éditions de la Patrouille des glaciers.

## Parcours politique
Benjamin Roduit est membre de l'exécutif de la commune de Saillon, d'abord comme vice-président de 1993 à 1996 puis comme président de 1997 à septembre 2003. Engagé dans le Parti démocrate-chrétien (PDC) du Valais romand, il en est élu vice-président en 2014 et occupe ce poste jusqu'en novembre 2017.
Il se présente aux élections au Conseil national en 2015, et crée la surprise en arrivant troisième de sa liste avec 22 629 voix. Après avoir hésité, il remplace en février 2018 Yannick Buttet à la suite de sa démission, et reprend brièvement la place de Géraldine Marchand-Balet au sein de la Commission de la science, de l'éducation et de la culture (CSEC). Il siège ensuite au sein de la Commission de la sécurité sociale et de la santé publique (CSSS),. Il est réélu en 2019, avec une voix de moins que le nouvel élu Sidney Kamerzin, puis en 2023,.  

### Autres mandats
Il est président depuis juin 2018 de l'Association valaisanne des institutions pour personnes en difficulté et président de l'Association romande et tessinoise des institutions d'action sociale depuis le 1er mars 2020, succédant à Rebecca Ruiz.
Il est également président de Swiss Small Hydro depuis 2020,.

## Profil et convictions
Benjamin Roduit fait partie de l'aile conservatrice de son parti. Il déclare lui-même se situer au centre-droit et accorder de l'importance aux valeurs chrétiennes.
Il lutte notamment contre la légalisation du cannabis et s'oppose au mariage pour tous. En 2021, il fait partie du comité référendaire opposé à ce dernier. Il intervient également au Parlement contre l'écriture inclusive. Il soutient la lutte contre l'endométriose.

## Publications
- Les collèges en Valais de 1870 à 1925, Société d'histoire de la Suisse romande, 1993, 397 p.
- Crues 2000 : Saillon se souvient, État du Valais, 2010, 28 p.Écrit avec Tony Arborino.
- Une année différente : à la grâce de Dieu, Éd. St-Augustin, 2018, 180 p.